# اوریمقای
اوریمقای (به انگلیسی: Urymkay) یک دریاچه واقع در استان آق‌مولای کشور قزاقستان است..